# Carlos Grudiña
Carlos Enrique Grudiña (Buenos Aires, 29 dicembre 1938) è un ex calciatore argentino, di ruolo di difensore.